# Cliff Watts
Cliff Watts é um renomado fotógrafo e diretor de filmes estadunidense.
Conhecido como o fotógrafo das celebridades (já fez fotos de Julia Roberts, Cate Blanchett, Gerard Butler, Angelina Jolie, Adele, Bradley Cooper, Beyonce, Scarlett Johansson, dentre outras), Cliff é amplamente notório por suas campanhas para marcas como Coty, Hugo Boss, Revlon e Armani. Sua campanha para Hugo Boss intitulada "Boss Orange", estrelada por Sienna Miller, foi agraciada com o Prêmio "Shot Awards".

## Livros Publicados
- 2012 - Wood Water & Rock[8]

## Alguns de seus trabalhos
Capas de Revistas
| Edição            | Revista                       | Modelo         | Ref.  |
| ----------------- | ----------------------------- | -------------- | ----- |
| Fevereiro de 2009 | Harper's Bazaar Ukraine       | Kate Hudson    |       |
| Outubro de 2009   | Harper's Bazaar Ukraine       | Rachel Weisz   |       |
| Novembro de 2013  | Entertainment Weekly Magazine | Sandra Bullock | [ 9 ] |

Direção em Videoclipes
- 2007- Beyoncé - Flaws and All
- 2007- Beyoncé - Kissing You